# 高齢社会をよくする女性の会
高齢社会をよくする女性の会（こうれいしゃかいをよくするじょせいのかい 英語：Women’s Association for a Better Aging Society（略称：WABAS）とは、日本のNPO法人・高齢者団体、女性団体である。高齢化社会における女性の立場について、アドボカシーを行うとともに調査活動や会員間の交流活動などを行う。
会員総数は個人会員：約1000名、グループ会員：約100団体、賛助会員：10団体。女性が主体となる団体であるが男性会員も30名程いるという。会報の名称は『高齢社会をよくする女性の会　会報』。
会員に対して「高齢者服薬調査」の実施を行ったり、厚生労働省や日本医師会、日本薬剤師会、日本製薬団体連合会に対して要望書（高齢者の服薬に関する要望書）を提出したりしている。年に一度の全国大会の開催や各種交流会の実施等も行う。
会長の樋口恵子は会を代表して、内閣府の男女共同参画会議、厚生労働省の社会保障審議会の委員を歴任している。
高齢社会をよくする女性の会・大阪や高齢社会をよくする女性の会・京都、高齢社会をよくする下関女性の会など各地で地方組織も活動している。

## 参考資料
- 日本経済新聞 朝刊 2021年8月2日付「89歳の樋口恵子さん＆堂本暁子さん対談　女性は連携を」[3]
- 毎日新聞 東京版夕刊 2021年10月14日付「ヨタヘロ期」を生きる樋口恵子さんの願い　高齢社会の「設計図」示す時　「老働力」生かす知恵出して」[4]